# 豐田生產方式

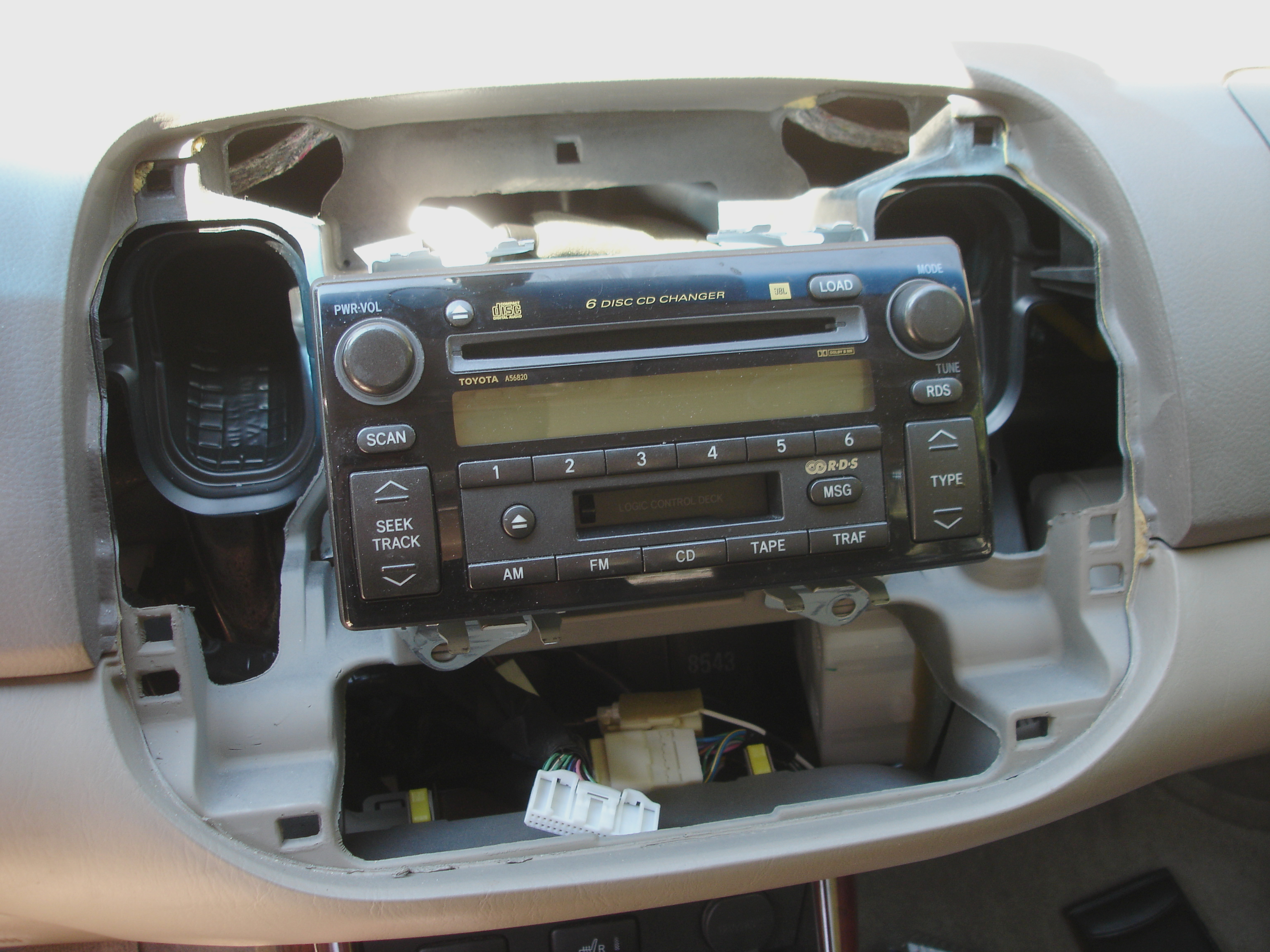
豐田生產中未剛好及時抵達的零件不會延遲後續零件組裝，寧可將零件先裝上或掛上後續再二次拆裝，也不庫存或停線待料。（圖為豐田Camry汽車音響週圍未安裝的面板）

豐田生產方式（日语：／ Toyota Seisan Hōshiki */?，縮寫為 ），是由豐田提出的一個整合的，包含一套管理理念和實踐。豐田生產方式為汽車製造安排生產和物流，當中包括與供應商和客戶的互動。該系統是更通用的“精益生產”的先驅。大野耐一、新鄉重夫和豐田英二在1948年和1975年之間，開發了這個系統。
這個系統原本叫作“即時生產”(JIT) 。它建基於豐田創始人豐田佐吉、他的兒子豐田喜一郎和工程師大野耐一的使用的系統。豐田的創始人大量引用愛德華茲·戴明和亨利·福特的著作。當他們來到美國觀摩令福特汽車致富的生產線和大量生產時，他們沒有被打動。他們在商場內的一間超級市場，觀察到的簡單的自動飲品補充的概念──客人拿走想要的飲料後，飲品補充者以另一杯取代它。
TPS的主要目標，是杜絕無理（muri日語羅馬字，意思是負荷過重）、不平準（mura日語的英文拼音）和一切的浪費（muda日語的英文拼音）。TPS把浪費歸納成七種：
1. 等待的浪費；
2. 搬運的浪費；
3. 不良品的浪費；
4. 動作的浪費；
5. 加工的浪費；
6. 庫存的浪費；
7. 製造過多（早）的浪費。

TPS令豐田大大降低成本和縮短交貨期，同時又提高產品品質。這使得豐田的營業額排入世界10大公司之一；並與德國大眾汽車、美國通用汽車共同為世界三大汽車製造商。

## 豐田生產方式的起源和理念
TPS的靈感來自美國，而不是來自豐田自己的汽車生產過程。豐田的代表團到美國訪問，研究美國的企業。他們首先參觀了福特汽車公司位於美國密歇根州的汽車廠。儘管當時福特汽車是行業的領導者，豐田代表團發現福特使用的很多生產方法，並不是很有效率。令代表團最為震驚的是大量的庫存，和在大部分日子裡，工廠各部門的工作量並不平均。不過，他們在訪問Piggly Wiggly超級市場時，看到Piggly Wiggly只會在顧客購買貨品之後，才重新進貨，代表團從而得到啟示．
豐田實踐從Piggly Wiggly學習所得──減少存貨．存貨的水平只足夠其僱員使用一小段時間，然後重新訂貨。這是典型的“即時生產”(JIT)。
而低庫存水平是豐田生產方式的一個關鍵的結果。TPS背後的理念是杜絕浪費，因而不再需要庫存。基本原則是“豐田模式” (The Toyota Way)，概述如下：

### 正確的流程方能產生正確結果
- 建立無間斷的作業流程以使問題浮現
- 使用「後拉式制度」以避免過度生產
- 平準化:工作負荷平均（工作要像龜兔賽跑中的烏龜，而不是兔子那樣）
- 建立立即暫停以解決問題、一開始就重視品管的文化
- 職務工作的標準化是持續改善與授權員工的基礎
- 使用視覺控管，使問題無從隱藏
- 使用可靠的、已經經過充分測試的技術以支援人員及流程

### 發展員工與事業夥伴，以為組織創造價值
- 栽培徹底了解並擁抱公司理念的員工成為領導者，並使他們能教導其他員工
- 栽培與發展信奉公司理念的傑出人才與團隊
- 重視公司的事業夥伴與供應商網路，挑戰它們，並幫助它們改善

### 持續解決根本問題是學習型組織的驅動力
- 現地現物：親臨現場查看以徹底了解情況
- 決策不急躁，要通過協商以共識為基礎，徹底考慮所有可能選擇，快速執行決策
- 透過不斷地省思與持續改善，以變成一個學習型組織